# Lamela (Zenica)
Lamela je stambena zgrada u Zenici (FBiH, BiH). Visina je oko 100 metara. Tip arhitekture je brutalizam. U blizini je OŠ „Musa Ćazim Ćatić” i stadion Bilino polje.
Projektant Lamele je arhitekta Slobodan Jovandić iz Sarajeva. Čini je šest povezanih jedinica različite visine. Ima 27 spratova i 232 stana. U prizemlju su prostori za trgovine i urede. Izgradnja je tekla sredinom 1970-ih i bila odgađana više puta; zgrada je završena 1976. godine.